# Asperoseius baguioensis
Asperoseius baguioensis är en spindeldjursart som beskrevs av Corpuz-Raros 1994. Asperoseius baguioensis ingår i släktet Asperoseius och familjen Phytoseiidae. Inga underarter finns listade.